# Juan Ronconi
Pour les articles homonymes, voir Ronconi.
Juan Ronconi né le 31 août 2000, est un joueur argentin de hockey sur gazon. Il évolue à GEBA et avec l'équipe nationale argentine.

## Carrière
- Débuts en équipe première le 23 avril 2022 contre l'Afrique du Sud à Buenos Aires dans le cadre de la Ligue professionnelle 2021-2022[1].